# Stichting Inlichtingenbureau
Het Inlichtingenbureau is een stichting, die in 2001 door het Ministerie van Sociale Zaken en Werkgelegenheid opgericht, samen met de Vereniging van Nederlandse Gemeenten. Het doel was de rechtmatigheid van uitkeringen te onderzoeken. Het bureau, waar zo'n 70 mensen werken, koppelt digitale bestanden van overheidsinstanties aan elkaar. Zodra deze koppeling een signalering afgeeft, geeft het Inlichtingenbureau dit signaal door aan andere overheidsinstanties. Deze koppeling gebeurt onder andere aan de hand van het burgerservicenummer.
Het inlichtenbureau legt verantwoording af aan SZW en andere opdrachtgevers.

## Groei
Sinds de oprichting in 2001 is de digitalisering van de maatschappij voortgegaan, en ook het aantal bronnen van informatie toegenomen. Het werkgebied van het Inlichtingenbureau is daarmee beheer, analyse en beveiliging van persoonsgegevens geworden. De stichting is in Utrecht gevestigd. 

## Kritiek
Twintig jaar na het oprichten van deze stichting, in 2021, is er politieke ophef over. Omdat de stichting buiten de democratische verantwoording valt, valt het ook niet onder de Wet openbaarheid van bestuur (WOB). Ook politici geven aan nog nooit van het Inlichtingenbureau te hebben gehoord, waardoor transparantie over het bureau ontbreekt.
Ook is er kritiek aangaande de privacyregels, omdat het bureau in 2008 de juridische functie van verwerker kreeg, wat een passieve rol in de gegevensverwerking zou betekenen, maar toch zelf actief op zoek gaat naar mogelijk frauduleus handelen.